# Периорбитальной целлюлит
Периорбитальный целлюлит, также известный как пресептальный целлюлит (но не следует путать с орбитальным целлюлитом, находящимся за перегородкой), — воспаление и заражение века и части кожи вокруг глаз впереди орбитальной перегородки. Может быть вызван повреждением кожи вокруг глаз, и последующим распространением на веко; заражением носовых пазух вокруг носа (синусит); или распространением инфекции в другие места через кровь.

## Признаки и симптомы
Периорбитальный целлюлит необходимо дифференцировать от орбитального целлюлита, который является чрезвычайной ситуацией и требует внутривенного введения (IV) антибиотиков. В отличие от орбитального целлюлита, у пациентов с периорбитальным целлюлитом отсутствуют выпуклые глаза (экзофтальм), ограниченное движение глаз (офтальмоплегия), боль при движении глаз, или потеря зрения. Если какой-либо из этих признаков присутствует, надо полагать, что пациент имеет орбитальный целлюлит и начать лечение IV антибиотиками. КТ-сканирование может быть сделано, чтобы очертить расширение инфекции.
Пострадавшие люди могут испытывать следующее; отёк, покраснение, выделения, боли, вспышки в глазах, капли на конъюнктиве, лихорадку (мягкую), слегка затуманенное зрение, слезящиеся глаза и некоторое снижение зрения.
Типичные признаки включают периорбитальную эритему, отвердение, болезненность и тепло.

## Причины
Обычно причастны бактерии  стафилококк и стрептококк.
Появление гемофильной вакцины резко снижает драматизм ситуации. Укусы пауков или других насекомых также могут являться причиной.

## Лечение
Антибиотики, направленные против грамположительных бактерий. Обращаться за медицинской помощью следует, если симптомы длятся более 2—3 дней.